# 유현경
유현경(1960년 ~)은 대한민국의 한국장애인수영연맹 사무국장이다. 7세 정도의 지능을 가진 자폐증 아들 김진호를 '맞춤 교육'을 통해 2002년 부산 아시아·태평양장애인경기대회에 국가대표로 참가해 2관왕에 오르게 했다. 2010년 10월1일 MBC TV‘기분 좋은 날’을 통해 바둑, 클라리넷 등에서 수준급의 실력을 보여주기도 했다.

## 수상
- 2003년 제19회 장한어버이상

## 저서
- 《진호야 사랑해》ISBN 9788990785992
- 《자폐아는 특별한 재능이 있다》ISBN 9788975274213